# James M. Slattery

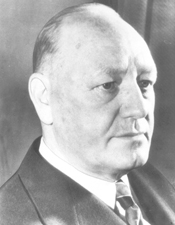
James M. Slattery

James Michael Slattery (* 29. Juli 1878 in Chicago, Illinois; † 28. August 1948 in Lake Geneva, Wisconsin) war ein US-amerikanischer Politiker der Demokratischen Partei, der den Bundesstaat Illinois im US-Senat vertrat.
James Slattery besuchte zunächst mehrere Bekenntnisschulen in Chicago und später das dortige St. Ignatius College, die heutige Loyola University. Er war ab 1905 als Sekretär bei der städtischen Baubehörde von Chicago angestellt und machte 1908 seinen juristischen Abschluss am Illinois College of Law in seiner Heimatstadt, woraufhin er im selben Jahr in die Anwaltskammer aufgenommen wurde und in Chicago eine Kanzlei eröffnete. Von 1909 bis 1912 war er Fakultätsmitglied am Illinois College of Law, aus dem später die Law School der DePaul University entstand. Danach wechselte er als Sekretär zum Webster College of Law, wo er bis 1914 verblieb.
Neben seiner juristischen Laufbahn war er auch weiter in öffentlichen Ämtern tätig. Zwischen 1910 und 1912 führte er als Superintendent of Public Service die Aufsicht über den öffentlichen Dienst im Cook County. Von 1933 bis 1934 fungierte er als Rechtsberater der Aufsichtsbehörde für den Lincoln Park, Chicagos größten öffentlichen Park. Dieselbe Tätigkeit übte er von 1934 bis 1936 für den gesamten Parkdistrikt der Stadt aus. Im Anschluss hatte er bis 1939 den Vorsitz im Handelsausschuss von Illinois inne.
Nach dem Tod von US-Senator J. Hamilton Lewis am 9. April 1939 wurde Slattery von Gouverneur Henry Horner zu dessen Nachfolger ernannt. Er nahm sein Mandat im Kongress vom 14. April 1939 bis zum 21. November 1940 wahr und trat auch bei der offiziellen Nachwahl an, unterlag dabei aber knapp dem Republikaner Charles W. Brooks, der einen Vorsprung von etwas mehr als 20.000 Stimmen erzielte, was etwa 0,5 Prozentpunkten entsprach. Slattery kehrte nach Chicago zurück, wo er wieder als Anwalt arbeitete. Er starb im August 1948 während eines Sommerurlaubs in Wisconsin und wurde in Evanston beigesetzt.